# Park Przyjaźni w Kaliszu
Park Przyjaźni – park miejski w Kaliszu o powierzchni 11,13 ha, położony na osiedlu Czaszki między ulicami Skalmierzycką, Polną, Szlakiem Bursztynowym i zabudową przy ulicy Sułkowskiego. Założony w latach 1977–1978 na wyrobiskach dawnej cegielni „Czaszki”.
Pierwotnie park miał nosić nazwę "Park Przyjaźni Polsko-Radzieckiej". Jeden z współautorów projektu parku, Plastyk Miejski Aleksy Żaryn, ukrył część napisu dotyczącą przyjaźni polsko-radzieckiej. Wedle słów ówczesnego Architekta Miejskiego Tadeusza Wiekiery Żaryn uczynił to ze względu na niechęć do władzy komunistycznej. 
Na terenie parku znajduje się m.in. pięć połączonych ze sobą stawów (glinianek), amfiteatr, dwa korty tenisowe o nawierzchni ziemnej, boiska do piłki nożnej i koszykówki, plac do street workout oraz zegar słoneczny.
Na wejściu głównym (od ul. Skalmierzyckiej) znajdują się płyty chodnikowe z nazwami wszystkich miast i gmin istniejącego w latach 1975–1998 województwa kaliskiego. Od 2017 mieści się tam również jedna ze stacji Kaliskiego Roweru Miejskiego.